# Потеу
Потеу (рум. Potău) — село у повіті Сату-Маре в Румунії. Входить до складу комуни Медієшу-Ауріт.
Село розташоване на відстані 434 км на північний захід від Бухареста, 18 км на схід від Сату-Маре, 114 км на північ від Клуж-Напоки.

## Населення
За даними перепису населення 2002 року у селі проживали 1164 особи.
Національний склад населення села:
| Національність | Кількість осіб | Відсоток |
| -------------- | -------------- | -------- |
| румуни         | 860            | 73,9%    |
| угорці         | 297            | 25,5%    |
| цигани         | 7              | 0,6%     |

Рідною мовою назвали:
| Мова      | Кількість осіб | Відсоток |
| --------- | -------------- | -------- |
| румунська | 860            | 73,9%    |
| угорська  | 299            | 25,7%    |
| циганська | 5              | 0,4%     |